# Станция Лосиновская
Станция Лосиновская (укр. Станція Лосинівська; до 2016 года — Червоный Шлях, укр. Червоний Шлях) — село в Нежинском районе Черниговской области Украины. Население 283 человека. Занимает площадь 0,952 км².
Код КОАТУУ: 7423387405. Почтовый индекс: 16666. Телефонный код: +380 4631.

## Власть
Орган местного самоуправления — Переможский сельский совет. Почтовый адрес: 16665, Черниговская обл., Нежинский р-н, с. Перемога, ул. Шевченко, 1.